# PPP over ATM
PPPoA ist eine Übertragungstechnik in Datennetzen und steht für PPP over ATM. Das Netzwerkprotokoll PPP wird dabei via AAL5 in ATM-Zellen gepackt. PPPoA wird bei ADSL-Anschlüssen, die auf ATM basieren, verwendet.

## Aufbau und Besonderheiten
Bei PPPoA entfällt im Vergleich zu PPP over Ethernet (PPPoE) der Ethernet-Frame, wodurch sich der Overhead verringert und eine geringfügig höhere Verbindungsgeschwindigkeit erreicht wird. Das Protokoll wird in RFC 2364 standardisiert.

## ADSL-Anschluss mittels PPTP + PPPoA

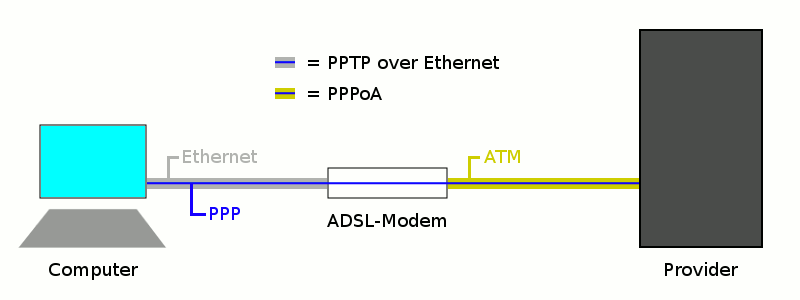
Das Point-to-Point Protocol wird mittels PPTP durch das Ethernet und mittels PPPoA durch die ATM-Verbindung getunnelt

Für ADSL-Anschlüsse wird eine Kombination aus PPTP und PPPoA verwendet. Hierbei wird zuerst ein kleines Ethernet-LAN zwischen ADSL-Modem und Computer eingerichtet. Im Zuge der ADSL-Einwahl baut der Computer innerhalb dieses LANs eine PPTP-Verbindung zum Modem auf. Dieses übernimmt dabei jedoch nicht die Funktion eines PPTP-Servers, sondern wandelt mittels eines sogenannten PPPoA-to-PPTP-Relays die PPTP-Datenpakete in PPPoA-Datenpakete um und leitet sie über die Telefonleitung zum Provider weiter.
In umgekehrter Richtung werden ankommende PPPoA-Datenpakete in PPTP-Datenpakete umgewandelt und an den Computer weitergesendet. Auf diese Weise entsteht eine PPP-Verbindung zwischen Computer und Provider.

## Verbreitung
PPPoA kommt in einigen Ländern (unter anderem in Österreich) zum Einsatz, ist aber international weniger verbreitet als PPPoE. In der Vergangenheit musste auf die Kompatibilität von Routern mit dem örtlich verwendeten Protokoll geachtet werden; heute können die meisten Router zwischen PPPoA und PPPoE umgestellt werden.